# Ионов, Николай Николаевич
Никола́й Никола́евич Ио́нов (18/30.06.1880, Пятигорск, Терская область, Российская империя — 03.12.1957, Свердловск, РСФСР, СССР) — русский и советский военный инженер, фортификатор; участник Ихэтуаньской (Китайской) экспедиции, Русско-японской, Первой мировой и Гражданской войн; Георгиевский кавалер, полковник Русской императорской армии, генерал-майор Белой армии, военспец РККА.

## Биография
Николай Николаевич Ионов родился в 1880 году на Кавказе, в городе Пятигорске Терской области. Потомственный дворянин. После смерти отца, земского служащего, мать, учительница, зарабатывавшая частными уроками, вынуждена была отдать сына в военное училище.

### Учёба в Кадетском корпусе
Определили 12-летнего Колю Ионова в Орловский Бахтина Кадетский корпус, где он получил общее образование. Основанное помещиком М. Бахтиным в городе Орле в середине 19-го века, это учреждение было одним из лучших средних военно-учебных заведений Российской империи. Брали сюда мальчиков исключительно дворянского происхождения со сроком обучения 6 лет.

### Николаевское инженерное училище
По окончании кадетского корпуса, в сентябре 1898 г., Николая Ионова зачислили в Николаевское инженерное училище юнкером рядового звания на правах вольно определяющего 1-го разряда. С этого времени бывший кадет стал считаться военнослужащим. Одним из однокурсников Николая Ионова по Николаевскому инженерному училищу являлся Дмитрий Карбышев.

### Участие в Ихэтуаньской экспедиции
В августе 1900-го Николай вышел из училища подпоручиком. Главным Инженерным Управлением ему было предписано отправиться в Маньчжурию, в штаб 2-го Сибирского армейского корпуса. Это был период так называемой Инхэтуаньской военной экспедиции по усмирению русскими войсками восстания в Северном Китае.
Почти сразу после прибытия в Маньчжурию, в феврале 1901 г., Николая Ионова назначили этапным комендантом Хингана. В июле зачислили во 2-й Восточно-Сибирский сапёрный батальон, расквартированный под Верхнеудинском (ныне Улан-Удэ), где он сменил несколько должностей: заведовал подрывной и понтонной школами понтонной роты, столовой офицерского собрания, временно исполнял обязанности командира понтонной роты. По завершении военной экспедиции был награждён памятной светло-бронзовой медалью «За поход в Китай 1900—1901 гг.».

### Участие в Русско-японской войне
В начале Русско-японской войны Николай Ионов — поручик 2-й сапёрной роты Восточного отряда. Летом 1904-го, приказом главнокомандующего Маньчжурскими армиями генерал-адъютанта А. Н. Куропаткина, за храбрость в делах против японцев был представлен к Ордену Святой Анны 4 ст.
В послужном списке Ионова отражён и тот факт, что в августе он был призван восприемником (то есть, крёстным) Его Императорского Высочества Наследника Цесаревича Великого Князя Алексея Николаевича. Так вместе со своими сослуживцами Николай Ионов, как один из лучших офицеров Маньчжурской армии, оказался в числе духовных отцов Цесаревича Алексея.
В составе сапёрной роты Н. Ионов участвовал в боевых действиях под Тюренченом, Ляояном, Шахэ и Мукденом. 19 февраля 1905 г. при деревне Тюпинтей Ионов от разрыва снаряда получил ранение плеча и контузию.
К окончанию Русско-японской войны Приказами Главнокомандующего Маньчжурскими Армиями и после утверждения Высочайшими Указами перечень наград Николая Ионова пополнился Орденом Святой Анны 3-й и 2-й степени с мечами и бантом, Орденом святого Станислава 2-й степени с мечами, а также Орденом святого Владимира 4 ст. с мечами и бантом. «Владимир» 4 ст. с бантом из орденской ленты считался одной из почётнейших наград за боевые подвиги. А награждение им сапёрного поручика — случай вообще довольно редкий.

### Николаевская инженерная академия
В 1906-м, «по выдержанию предварительного армейского экзамена», боевого офицера Ионова командировали для поступления в Николаевскую инженерную академию. Он вновь оказался в Петербурге.
В академии за выслугу лет Николая Ионова произвели в штабс-капитаны. Во время учёбы на некоторое время был командирован в Финляндию (находилась в составе Российской империи) для ведения строительных работ в крепости Свеаборг.

### Владивосток

#### Владивостокская крепость
После трёх лет учёбы (с учётом дополнительного курса) Николай распределился командиром роты в сапёрный батальон Владивостокской крепости. Незадолго до этого «за отличные успехи в науках» ему было присвоено звание капитана.
Владивостокская крепость, где Николаю Ионову выпало служить на протяжении пяти лет, считается шедевром военно-оборонительного зодчества. Строительство самой мощной и практически единственной сохранившейся до наших дней военно-морской крепости продолжалось 27 лет (1889—1917). Сооружения возводились с учётом всех достижений фортификационной науки своего времени.
После поражения в русско-японской войне значение Владивостокской крепости резко возросло, так как Россия имела право держать на Тихом океане только два крейсера и несколько миноносцев. Теперь именно крепость должна была самостоятельно препятствовать нападениям неприятеля в северной части залива Петра Великого. Начали разрабатывать меры по её усилению. В апреле 1907 года крепость была причислена к 1-му классу. Её штабу в соответствии с высочайшим повелением Николая II был присвоен соответствующий штат.

#### Во главе строительства Форта Императрицы Екатерины Великой
Через полгода службы, в январе 1910-го, военного инженера капитана Ионова перевели в Управление Строителя Владивостокских укреплений. А 27 августа на заседании Временной распорядительной комиссии по усилению Владивостокской крепости Николай Ионов представил свой проект форта № 3 (Форт Императрицы Екатерины Великой) на полуострове Муравьёва-Амурского. Вот некоторые из известных характеристик этого сооружения: размер — около 400 метров в глубину, примерно 1 км по фронту, длина подземных коммуникаций порядка 1,5 км (при этом главная подземная галерея пронизывает гору насквозь), толщина стен — 3,6 м. Укрепление рассчитано на две роты пехоты и полуроту крепостной артиллерии, две 3-дюймовые скорострельные пушки, десять 57-мм скорострельных пушек, четыре 3-дюймовые противоштурмовые пушки и восемь пулемётов.

#### Женитьба
По прошествии двух лет службы, в августе 1911-го, Николай женился на учительнице Клавдии Николаевне Гонорской, сестре Бориса Гонорского, которого знал ещё по Орловскому кадетскому корпусу, где оба учились. Венчание состоялось во Владивостокском кафедральном Успенском соборе. По отцовской линии Клавдия Николаевна происходила из семьи священников, хотя её отец был подполковником артиллерии. Вскоре в семье Ионовых родилась двойня: дочь Татьяна и сын Вадим. Спустя полтора месяца, малюток крестили в Архиерейской домовой церкви Владивостока.

#### Увлечение спиритизмом
Как человек широко образованный, эрудированный, Николай Николаевич Ионов интересовался многими вопросами. В начале прошлого века была некая мода на увлечение спиритизмом. И военный инженер Ионов на собственные средства издал очень небольшим тиражом свою книжку по этой теме.

### Отъезд из Владивостока
Весь 1913 год в России проходил под знаком празднования 300-летия Дома Романовых. Как состоящий на военной службе, Николай Ионов был пожалован светло-бронзовой медалью «В память 300-летия царствования Дома Романовых». В послужном списке Н. Ионова в тот период появилась запись: «Выслужил право на назначение особой амурской пенсии 1/8 из расчёта жалования 1080 р. в год, столовых — 300 р. в год, квартирных — 544 р. в год, а всех, следовательно, — 2150 р. 50 к. в год».
В декабре произведён в подполковники.
Строительством одного из самых мощных и ключевых фортов Владивостока Николай Ионов руководил до сентября 1914 года, когда уже началась Первая мировая война. После отъезда Николая Ионова на Западный фронт дальнейшими работами по возведению форта № 3 во Владивостоке руководил генерал-майор по Адмиралтейству А. И. Исаков.

### Участие в Первой мировой войне
На Западном фронте задачей подполковника Ионова, корпусного инженера 1-го Сибирского армейского корпуса, была организация работы по укреплению позиций 10-й Армии, действовавшей на территории Белоруссии и Восточной Пруссии. В январе 1915-го под сильнейшим артиллерийским обстрелом немцев в районе Градовского леса он на протяжении ночи лично руководил восстановлением оборонительных заграждений. Атаки немцев на наши позиции были отбиты с большим уроном для врага. Успех был достигнут исключительно благодаря своевременному восстановлению искусственных препятствий, за что Высочайшим Указом Николай Ионов был награждён Георгиевским оружием. Это приравнивалось к высшей военной награде — ордену Святого Георгия. А ещё Первая мировая до конца жизни напоминала о себе подорванными лёгкими — однажды краем попал под немецкую газовую атаку ипритом.
В декабре 1916 г. Николая Ионова направили в распоряжение начальника штаба армии для выполнения секретного и важного в военном отношении поручения. Вскоре за отличия по службе его произвели в полковники. За месяц до этого все Сапёрные батальоны австро-германских фронтов преобразовали в Инженерные полки, и в марте 1917 г. полковник Ионов был назначен командиром 1-го Сибирского инженерного полка (в составе 1-го Сибирского армейского корпуса). В том же году за отличие в делах против германцев получил последнюю свою награду от Империи: орден Святого Владимира 3 ст. с мечами.

### Участие вГражданской войне

#### Весной 1918-го
Из документов 1-го Сибирского армейского корпуса следует, что Н. Ионов демобилизовался 1 января 1918 года. Но вот что поведала внучка Николая Николаевича — Е. К. Сергеева (дочь Татьяны Ионовой), живущая в Екатеринбурге: «В апреле 1918 г. царскую семью перевезли из Тобольска в Екатеринбург. Являясь крёстным Цесаревича, Николай Николаевич с частью офицеров своего полка, с надеждой освободить императора, едет на Урал. В мае месяце поселился на Вознесенском проспекте, в начале улицы. Однако план освободить семью Николая Второго сорвался из-за разногласий в офицерском сообществе».

#### На стороне Белого движения
Со своим товарищем по Владивостоку, бывшем строителем форта № 4 полковником Е. П. Проценко, Николай Ионов направился на Украину. Летом-осенью 1918 года служил у гетмана Скоропадского. Потом был мобилизован в армию Петлюры, где короткое время занимался строительством железной дороги Луцк — Владимир-Волынский.
После падения Скоропадского оказался в рядах Русской добровольческой Западной армии, которую для борьбы с большевиками организовал князь П. М. Бермондт-Авалов. Здесь Ионов служил начальником инженеров и даже получил звание генерал-майора. Непродолжительное время находился на территории Германии, а в январе 1920-го через Варшаву, где встретился с приехавшими туда женой и детьми, проследовал в Вооруженные силы Юга России под командованием А. И. Деникина.

#### На стороне Рабоче-Крестьянской Красной Армии
Оказавшись в Крыму в разгар гражданской войны, Николай Ионов был потрясён творившимися жестокостями. Принимать дальнейшее участие в безнадёжной борьбе он не стал и перебрался в занятую большевиками Одессу. Там новая власть активно привлекала «бывших» к сотрудничеству, так как молодая советская республика остро нуждалась в грамотных специалистах. Летом Н. Ионову доверили должность заведующего инженерной частью в Волынском Губвоенкомате. Ещё через месяц его назначили в Управление снабжения 1-й Конной Армии под командованием С. М. Будённого. Уже в конце осени 1920-го Николая Ионова направляют в распоряжение Начальника инженеров Юго-Западного фронта. Но Красную Присягу он принимает лишь 1 мая 1922 года.
Служба в рядах РККА поначалу складывалась вполне благополучно. В справке Очаковского военкомата указано, что в сентябре 1922-го Н. Н. Ионова назначают начальником инженеров здешней крепости. В ноябре 1923-го направляют на проходивший в Харькове Съезд командного и политического состава инженерно-технических войск Украинского военного округа. А в мае следующего года он зачислен на должность начальника отдела Одесско-Очаковского строительства береговых батарей. Назначение это было важным, так как при тогдашней слабости корабельного состава черноморских сил, строительство береговых батарей имело стратегическое значение.
В Красной Армии Николай Ионов прослужил до 1925 года. Причина, по которой он вдруг решил оставить службу, заключалась в неких претензиях к нему, как к бывшему офицеру, со стороны ГПУ.

### Вне армии
Свою штатскую службу, согласно записям в трудовой книжке, Николай Ионов начал в строительном тресте на Украине. Осенью 1928 года его переводят в Свердловск, в крупнейшую по тому времени строительную организацию — трест Уралпромстрой. Семья жила тогда по улице Мамина-Сибиряка. В 1930-х годах Николай Николаевич занимался преподавательской работой: Урало-Казахстанская промакадемия, Уральский строительный институт, Свердловский горный. Читал лекции по строительному делу, гидравлике, гидротехнике. В Свердловске его дети, Вадим и Татьяна, окончили горный институт и стали позднее известными в своём деле специалистами. Однако в 1938-м его как неблагонадежного высылают из Свердловска на станцию Сатка Челябинской области. Но вскоре предложили должность директора учебного комбината в Нижнем Тагиле.

### В Свердловске-45
В 1940-е, находясь уже в пенсионном возрасте, Николай Николаевич с женой следуют за сыном. Работал в Нижнем Тагиле инженером на Руднике 3-го Интернационала, затем в Ревде — инженером-куратором ОКСа Средуралмедеьзавода. А в 1950 году судьба забросила супругов в закрытый Свердловск-45 (Лесной). Сюда годом ранее Свердловский обком КПСС в качестве главного энергетика строившегося здесь в рамках советского Атомного проекта секретного завода № 814 (будущий комбинат «Электрохимприбор») направил их сына Вадима.
Николая Николаевича, окончившего когда-то императорскую академию и в совершенстве владевшего несколькими языками, оформили внештатным переводчиком иностранной технической литературы на заводе № 814.
Клавдия Николаевна работала начальником смены в цехе, отвечавшим за тепло- и водоснабжение города.

### Последний год жизни
В 1956-м Клавдия Николаевна решила переехать из Свердловска-45 к дочери Татьяне, в областной центр. Здоровье Николая Николаевича стало столь плохим, что одна она уже не справлялась, а у сына Вадима было шестеро детей и ответственная должность. В областной Свердловск Николай Ионов вернулся уже очень больным и старым человеком. Сказались ранения, бесконечные скитания и накопившийся груз пережитого. К тому же, и отравленные ипритом лёгкие постоянно давали о себе знать.
Спустя год Николай Николаевич Ионов умер. Похоронен на Михайловском кладбище, почти в центре уральской столицы. В 1990-х часть некрополя, где находилась и его могила, снесли в связи с развернувшимся в городе интенсивным строительством. Ныне эта территория застроена жилыми домами.
Клавдия Николаевна, пережившая мужа на шесть лет, погребена на Восточном кладбище Екатеринбурга.

## Память
Указом Президента РФ от 20 февраля 1995 года № 176 комплекс фортификационных сооружений Владивостокской крепости включён в перечень объектов культурного наследия федерального значения. Форту № 3 имени Императрицы Екатерины Великой, автором проекта и строителем которого является Н. Ионов, по каталогу памятников архитектуры присвоен номер 2510023286.

## Награды[9]
- Медаль «За поход в Китай 1900—1901 гг.»
- Орден Св. Анны 4-й ст. (1904)
- Орден Св. Анны 3-й степени с мечами и бантом
- Орден Св. Анны 2-й степени с мечами
- Орден Св. Станислава 2-й степени с мечами
- Орден Св. Владимира 4-й степени с мечами и бантом
- Медаль «В память 300-летия царствования Дома Романовых» (1913)
- Высочайшее благоволение «за отличия в делах против неприятеля» (ВП 07.06.1915)
- Георгиевское оружие (ВП 07.11.1915)
- Орден Св. Владимира 3-й ст. с мечами (ПАФ 11.10.1917).
- Медаль «За доблестный труд в годы Великой Отечественной войны» (1946)

## Семья
- Жена — Клавдия Николаевна Ионова, урождённая Гонорская (1893, Владивосток — 06.05.1963, Свердловск), родная сестра Бориса Гонорского
- Сын — Вадим (1912—1961), инженер-энергетик
- Дочь — Татьяна (1912—1987), геолог